# Chico (tambor)
El chico es el tambor más pequeño y de registro más agudo entre los tamboriles o tambores de candombe. Es la base del candombe, el patrón que toca vendría a ser como el de una maraca o una cáscara pero en un tambor. Toca la segunda semicorchea de cada negra con la mano mientras que la tercera y la cuarta con el palo, dejando en silencio la primera semicorchea de cada negra. El chico repicado toca la segunda semicorchea con la mano mientras que la primera, tercera y cuarta con el palo.
El chico tiene un patrón fijo: cada negra del compás de cuatro cuartos, se divide en cuatro partes: 
Chico de 2
1. Un silencio de semicorchea.
2. Un golpe acentuado, semiabierto (como un slap(conga) pero sin dejar la mano en el cuero), de mano izquierda,
3. Dos golpes de palo, el cual se sostiene con la derecha.

Ejemplo:
Chico de 3 o 4
1. Un golpe acentuado, semiabierto, de mano izquierda,
2. Tres golpes de palo, el último golpe que algunos lo tocan acentuado(cae en la semicorchea número 1) el cual se sostiene con la derecha.

Ejemplo: